# Courry
Courry település Franciaországban, Gard megyében. Lakosainak száma 283 fő (2022. január 1.). Courry Saint-André-de-Cruzières, Saint-Paul-le-Jeune, Bessèges, Gagnières, Meyrannes és Saint-Brès községekkel határos.

## Népesség
A település népességének változása:
| Lakosok száma | 202  | 212  | 218  | 293  | 306  | 288  | 279  | 279  | 280  | 283  |
|               | 1968 | 1982 | 1990 | 2006 | 2013 | 2015 | 2017 | 2019 | 2020 | 2022 |